# Hackås landskommun
Hackås landskommun var en tidigare kommun i Jämtlands län. Centralort var Hackås och kommunkod 1952-1970 var 2307.

## Administrativ historik
Hackås landskommun inrättades den 1 januari 1863 i Hackås socken i Jämtland  när 1862 års kommunalförordningar trädde i kraft.
Vid kommunreformen 1952 gick kommunerna Sunne och Näs upp i Hackås. Samma datum skedde tre områdesöverföringar:
- Enligt beslut den 6 oktober 1950 överfördes till Hackås landskommun och Sunne församling från den upplösta Norderö landskommun och Norderö församling fastigheterna Backen 1:7 och 1:13 omfattande en areal av 0,19 km², varav allt land, och med 3 invånare (den 31 december 1950).[1]
- Enligt beslut den 31 mars 1950 överfördes från den upplösta Sunne landskommun och Sunne församling till Hallens landskommun och Marby församling ett område omfattande 45,09 km², varav 34,17 km² land, och med 228 invånare (den 31 december 1950).[1]
- Enligt beslut den 30 mars 1950 överfördes från den upplösta Näs landskommun och Näs församling till Brunflo landskommun och Lockne församling fastigheterna Grönviken 1:8-1:10 omfattande 1,22 km², varav allt land, och med 2 invånare (den 31 december 1950).[1]

Den 1 januari 1971 delades kommunen, så att Hackås församling fördes till Bergs kommun, medan de två övriga fördes till Östersunds kommun.

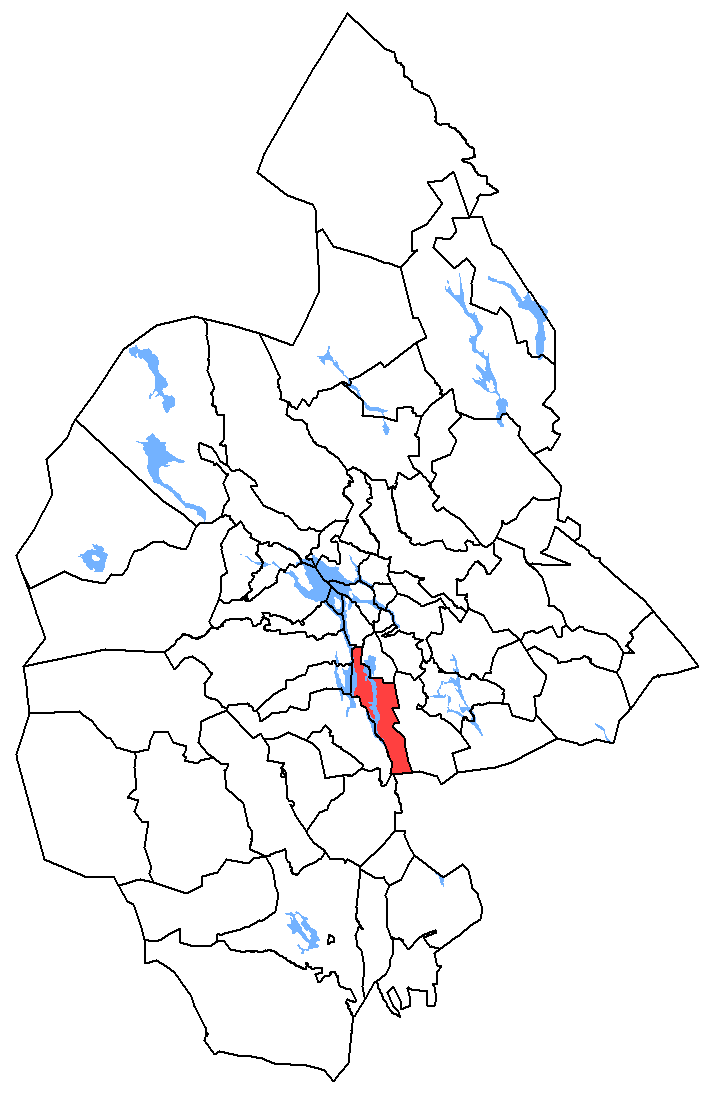
Hackås landskommuns ursprungliga omfattning 1863-1951.

### Kyrklig tillhörighet
I kyrkligt hänseende tillhörde kommunen Hackås församling. 1 januari 1952 tillkom församlingarna Näs och Sunne.

## Kommunvapnet
Blasonering: I blått fält en uppskjutande, genomgående, krenelerad och med portvalv försedd mur samt däröver en störtad värja med rikt utvecklad handskydd och ett blåss i kors, allt av guld.
Detta vapen fastställdes av Kungl. Maj:t den 29 juni 1956. Se artiklarna om Bergs kommunvapen och Östersunds kommunvapen för mer information.

## Geografi
Hackås landskommun omfattade den 1 januari 1952 en areal av 682,32 km², varav 520,12 km² land.

### Tätorter i kommunen 1960
I Hackås kommun fanns tätorten Hackås, som hade 309 invånare den 1 november 1960. Tätortsgraden i kommunen var då 8,5 procent.

## Politik

### Mandatfördelning i valen 1938-1966
| 10 | 10 |

| 19 |

| 10 | 6 | 4 |

| 20 |

| 9 | 6 | 2 | 3 |

| 18 |

| 14 |  | 14 | 4 | 2 |

| 35 |

| 12 | 12 | 8 |  | 2 |

| 35 |

| 11 | 10 | 9 | 2 | 3 |

| 33 |

| 14 | 12 | 4 | 5 |

| 32 |

| 14 | 12 | 5 | 4 |

| 32 |

### Fotnoter
1. 1 2 3 4   (PDF) Folkräkningen den 31 december 1950, I, Areal och folkmängd inom särskilda förvaltningsområden m.m., Tätorter. Stockholm: Statistiska centralbyrån. 19 maj 1952. sid. 112&114. Arkiverad från originalet den 1 oktober 2014. https://www.webcitation.org/6T09ZkyrB?url=http://www.scb.se/Grupp/Hitta_statistik/Historisk_statistik/_Dokument/SOS/Folkrakningen_1950_1.pdf. Läst 18 oktober 2017 Arkiverad 29 oktober 2013 hämtat från the Wayback Machine.
2. ↑  Per Andersson: Sveriges kommunindelning 1863-1993, Draking, Mjölby 1993, ISBN 91-87784-05-X, s. 93,95
3. ↑  ”Svenska Heraldiska Föreningens vapendatabas”. Arkiverad från originalet den 18 oktober 2012. https://web.archive.org/web/20121018011750/http://databas.heraldik.se/index.php. Läst 10 januari 2011.
4. ↑  SCB Folkräkningen 1960 del 2 Arkiverad 24 september 2015 hämtat från the Wayback Machine. sida 43 i pdf:en